# Ультрахолодный карлик
Ультрахоло́дный ка́рлик, ультрака́рлик (англ. ultracool dwarf) — тип звёзд и субзвёздных объектов с малыми размерами и массой и с эффективной температурой от 1600 до 2700 К. Этот объединяющий термин был первоначально введён для красных карликов позднего спектрального класса М (от M7 до M9.5), затем стал включать в себя и коричневые карлики классов от L0 до L5, однако в настоящее время иногда используется также и в отношении ещё более холодных коричневых карликов классов T и Y.
Такие звёзды достаточно распространены в Млечном Пути (этот класс представляет 15 % звёзд в окрестностях Солнца) и живут очень долго. Концепция ультрахолодных карликов была введена в 1997 году Киркпатриком, Генри и Ирвином.
Область ультрахолодных карликов на Диаграмма Герцшпрунга — Рассела включает четыре важных качественных перехода:
- Звёзды с массой около 0,07 M⊙ не могут поддерживать термоядерное горение водорода, что соответствует эффективной температуре 1800 К и спектральному классу L4 для старых звёзд. Таким образом, группа ультрахолодных карликов включает в себя смесь из «истинных звёзд», в недрах которых продолжается медленное выгорание водорода (такие звёзды могут существовать очень долго, до ста миллиардов лет, почти не изменяясь) и более короткоживущих коричневых карликов без внутреннего источника энергии, которые постепенно охлаждаются, переходя в спектральные классы T и Y.
- В фотосферах звёзд с температурой ниже 2600 К происходит конденсация пылевых облаков.
- При переходе от более ранних к более поздним классам в группе ультрахолодных карликов исчезают конвективная зона и генерируемое ею магнитное поле, что приводит к исчезновению вызванных магнитным полем эффектов (хромосфера, корона, вспышки и т. д.).
- Потеря вращательного момента замедляется, благодаря чему у ультрахолодных карликов типичный вращательный период составляет несколько часов, тогда как у красных карликов ранних классов — десятки суток.

## Представители
- Среди звёзд
  - TRAPPIST 1[5][6][7]
- Среди субзвёздных объектов
  - SDSS J0104+1535[1]

## Жизнь на планетах у ультрахолодных карликов
Вокруг самой известной ультрахолодной карликовой звезды TRAPPIST-1 обращается семь экзопланет, три из которых предположительно находятся в обитаемой зоне. Согласно сделанным выводам, найденные планеты по размеру и по массе схожи с Землей. На их поверхности предположительно наблюдаются следующие температуры (с учётом парникового эффекта) — от 11 до 120 градусов Цельсия для первой планеты, около минус 30 — плюс 68 градусов для второй, и минус 73 — плюс 7 градусов — для третьей.
Получить более точные данные и проверить, действительно ли возможна жизнь на этих планетах, можно будет с помощью отправленного сейчас космического телескопа «Джеймс Уэбб», который сможет сфотографировать эти планеты, изучить состав их атмосферы и измерить температуру поверхности. Таким образом, у TRAPPIST-1 появится шанс стать обладательницей первой экзопланеты, возможность существования жизни на которой будет подтверждена прямыми наблюдениями.